# Olympische Sommerspiele 1908/Lacrosse
Bei den IV. Olympischen Sommerspielen 1908 in London fand zum zweiten und bislang letzten Mal ein Wettbewerb im Lacrosse statt.
Die Mannschaft aus Südafrika hatte ihre Anmeldung kurzfristig zurückgezogen, weshalb es nur ein einziges Spiel um die Goldmedaille gab. Dieses fand am 24. Oktober im White City Stadium statt, unmittelbar vor dem Finale des Fußballturniers. Da in Kanada und in Großbritannien unterschiedliche Regeln galten, mussten sie für dieses eine Spiel leicht angepasst werden. So war der Torraum etwas größer als in Großbritannien üblich, der Ball etwas leichter als in Kanada. Das Spiel war darüber hinaus in vier Viertel anstatt in zwei Halbzeiten geteilt. Das erste Viertel entschieden die Kanadier klar mit 5:1 für sich; nach der Hälfte des Spiels stand es 6:2. Die Briten konnten sich im dritten Viertel steigern und kamen bis auf 9:7 heran. Im letzten Viertel glichen die Briten sogar zum 9:9 aus, doch dann konnten sich die Kanadier endgültig durchsetzen und gewannen das Spiel mit 14:10.

## Klassement
| Platz | Land | Sportler |
| ----- | ---- | --- |
| 1     | CAN  | Patrick Brennan, John Broderick, George Campbell, Gus Dillon, Frank Dixon, Richard Duckett, Tommy Gorman, Ernest Hamilton, Henry Hoobin, Clarence McKerrow, George Rennie, Alexander Turnbull  |
| 2     | GBR  | George Alexander, George Buckland, Eric Dutton, Sydney Hayes, Wilfrid Johnson, Edward Jones, Reginald Martin, Gerald Mason, Johnson Parker-Smith, Hubert Ramsey, Charles Scott, Norman Whitley |